# Byasjön (Sibbarps socken, Halland)
Byasjön är en sjö i Varbergs kommun i Halland och ingår i Ätran-Himleåns kustområde. Sjön är 14 meter djup, har en yta på 1,34 kvadratkilometer och är belägen 48 meter över havet. Sjön avvattnas av vattendraget Tvååkers Kanal. Vid provfiske har bland annat abborre, braxen, gädda och mört fångats i sjön.

## Delavrinningsområde
Byasjön ingår i det delavrinningsområde (633027-130268) som SMHI kallar för Utloppet av Byasjön. Medelhöjden är 71 meter över havet och ytan är 12,87 kvadratkilometer. Räknas de 21 avrinningsområdena uppströms in blir den ackumulerade arean 47,97 kvadratkilometer. Avrinningsområdets utflöde Tvååkers Kanal mynnar i havet. Avrinningsområdet består mestadels av skog (55 procent) och jordbruk (26 procent). Avrinningsområdet har 1,34 kvadratkilometer vattenytor vilket ger det en sjöprocent på 10,4 procent.

## Fisk
Vid provfiske har följande fisk fångats i sjön:
- Abborre
- Braxen
- Gädda
- Mört
- Regnbåge